# Detector de ionización de llama

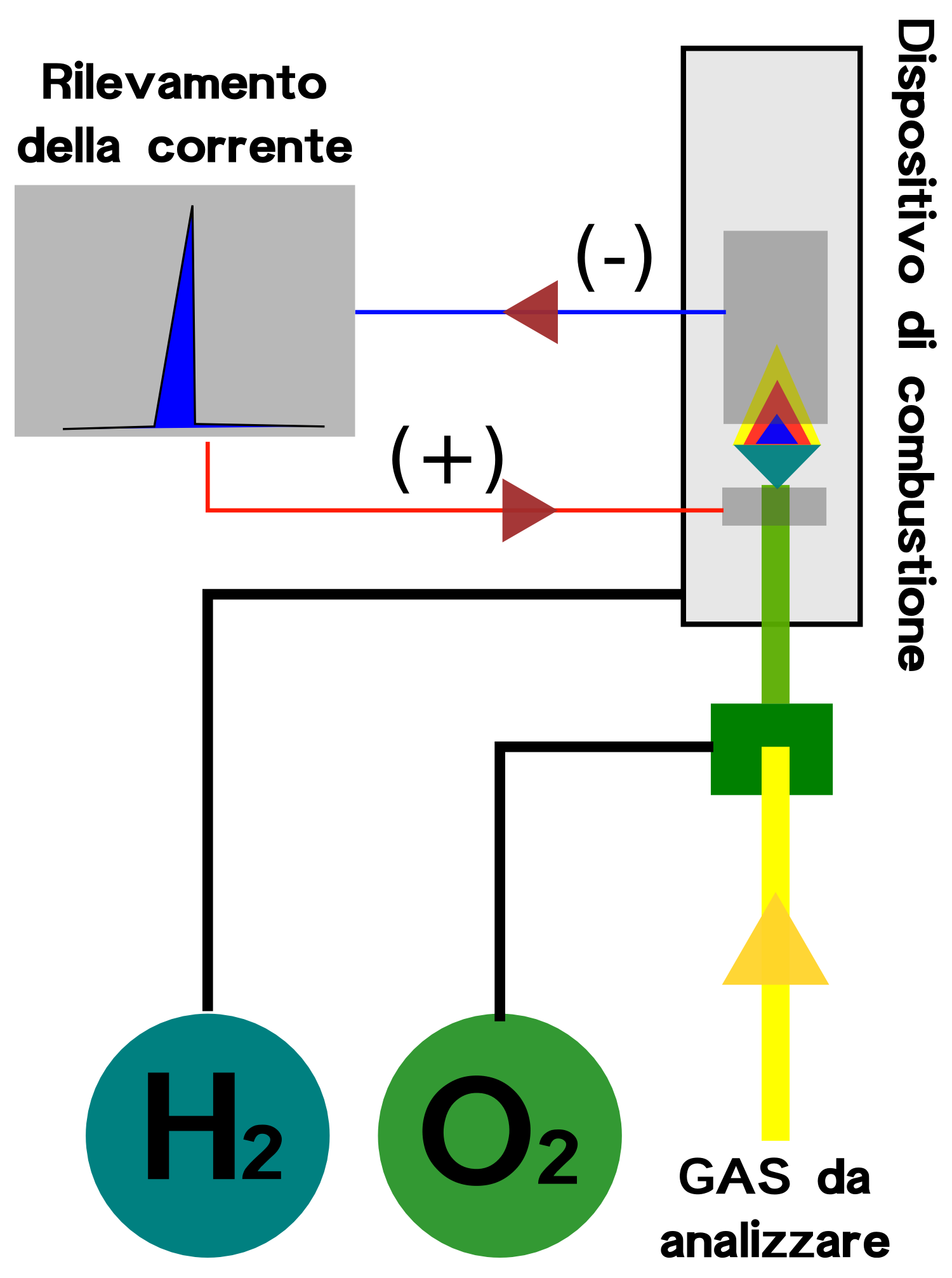
Un detector de ionización de llama (FID, por sus siglas en inglés Flame Ionization Detector) es un dispositivo utilizado en cromatografía de gases para detectar y cuantificar compuestos orgánicos volátiles. El principio de funcionamiento del detector de ionización de llama se basa en la ionización y la detección de los iones generados en una llama de hidrógeno y aire.

El detector de ionización de llama es un detector utilizado en cromatografía de gases. Es uno de los detectores más usados y versátiles. Básicamente es un quemador de hidrógeno/oxígeno, donde se mezcla el efluente de la columna (gas portador y analito) con hidrógeno. Inmediatamente, este gas mezclado se enciende mediante una chispa eléctrica, produciéndose una llama de alta temperatura. La mayoría de compuestos orgánicos al someterse a altas temperaturas pirolizan y se producen iones y electrones, que son conductores eléctricos. Este hecho se aprovecha estableciendo una diferencia de potencial de unos centenares de voltios entre la parte inferior del quemador y un electrodo colector situado por encima de la llama. La corriente generada es baja (del orden de los 10-12 A), por lo tanto debe ser amplificada mediante un amplificador de alta impedancia.
El proceso de ionización que se da en la llama es complejo, pero se puede aproximar el número de iones producidos al número de átomos de carbono transformados en la llama. Esto produce que sea un detector sensible a la masa (al número de átomos de carbono que salen de la columna) más que a la concentración, por lo tanto no le afectan demasiado los cambios en el flujo de salida.
Existen algunos grupos funcionales que no dan respuesta en este detector, como el carbonilo, alcohol, halógeno o amina, y tampoco responden gases no inflamables como el CO2, SO2, agua y óxidos de nitrógeno. Este hecho, más que limitar el ámbito de aplicación de este detector, permite el análisis de muestras contaminadas con alguno de los compuestos mencionados.
Ventajas:
- Alta sensibilidad, del orden de 10-13 g/s.
- Amplio intervalo lineal de respuesta, 107 unidades.
- Bajo ruido de fondo (elevada relación señal/ruido).
- Bajo mantenimiento, fácil de fabricar.

Desventajas:
- Destruye la muestra (la piroliza).

- Datos: Q873305